# Concierto para viola

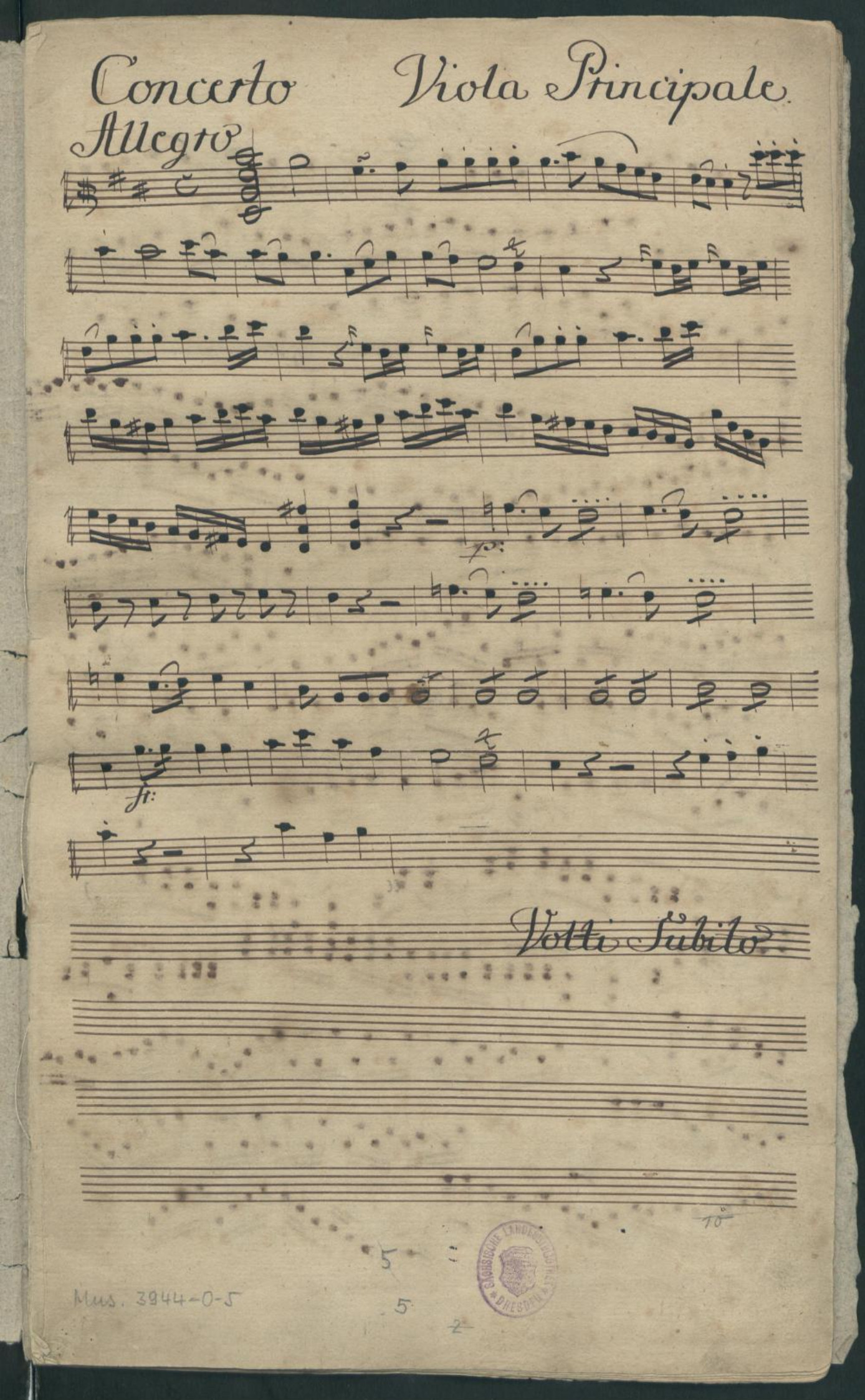
Primera página de la parte del solo de viola, en el conjunto de partes manuscritas del Concierto para viola en re mayor de Hoffmeister.

Un concierto para viola es un tipo de concierto que contrasta una viola con otro cuerpo de instrumentos musicales, como una orquesta o un conjunto de música de cámara. Los primeros ejemplos de conciertos para viola incluyen el concierto de Telemann en sol mayor, varios conciertos de Carl Stamitz y otros miembros de su familia, así como los conciertos de Alessandro Rolla. La primera obra concertante que utilizó la viola en igualdad con otro instrumento fue la Sinfonía concertante para violín y viola de Mozart. Durante el siglo XX y el siglo XXI, la viola comenzó a ser tomada en cuenta como un instrumento solista y de concierto, por lo que aparecieron numerosas obras dedicadas a los virtuosos del instrumento.

## Antecedentes
Históricamente se ha considerado a la viola como un instrumento inferior al violín, o que está a la sombra de éste. En 1752, Johann Joachim Quantz realizó comentarios que mostraban el estereotipo que se tenía en esa época sobre la viola y sus supuestas desventajas con respecto al violín. Estas opiniones iban en consonancia con respecto al repertorio orquestal, que utilizaba a la viola como un instrumento de acompañamiento, pero no para realizar obras solistas o concertantes.
Se considera que la primera obra de concierto para viola es el Concierto para viola en sol mayor de Georg Philipp Telemann, compuesto aproximadamente en 1715. Se trata de una obra con una estructura de concierto de iglesia, de cuatro movimientos. Por otro lado, el compositor italiano Alessandro Rolla, quien eligió la viola como su instrumento principal, realizó una decena de conciertos para este instrumento.
La primera obra en la que la viola tiene un rol protagónico junto a otro instrumento es la Sinfonía concertante de Mozart, en el que un violín y una viola son solistas; sin embargo, Mozart recomienda que el violista afine su instrumento un semitono más alto de lo normal, para tener mayor brillantez.

Otra obra en la que la viola tiene un rol protagónico es Harold en Italia (1834), de Hector Berlioz, una sinfonía concertante en la que la viola es el instrumento solista. Sin embargo, al ser esta obra un encargo de Niccolò Paganini, se esperaba que fuera una pieza virtuosa; pero Berlioz no siguió los lineamentos de Paganini y realizó una obra expresiva, en la que "la viola brilla como un antihéroe melancólico en lugar de alinear frenéticamente semicorcheas."  De hecho, en su tratado de orquestación, Berlioz describe a la viola con estas palabras:
De todos los instrumentos de la orquesta, aquel cuyas excelentes cualidades han sido poco conocidas, es la viola. Es tan ágil como el violín, el sonido de estas cuerdas bajas tiene un mordisco particular, sus notas altas brillan con su acento tristemente apasionado, y su timbre general, de profunda melancolía, se diferencia del de otros instrumentos de arco.
Sin embargo, fue hasta el siglo XX, cuando la viola comenzó a ser tomada en cuenta como un instrumento solista en toda la expresión de la palabra, apareciendo una enorme cantidad de repertorio, tanto para el instrumento solista, como obras concertantes con orquesta. Hubo varias razones por las cuales aparecieron más obras para este instrumento, como la profesionalización de los violistas y la necesidad de un repertorio más virtuoso; así como compositores y compositoras que también eran intérpretes de viola, como Paul Hindemith, Frank Bridge y Rebecca Clarke.

## Selección de obras concertantes para viola y orquesta
- Samuel Adler
  - Concierto para viola (1999)[7]
- Julia Adolphe
  - Unearth, Release (2016)[8]
- Airat Ichmouratov
  - Concierto para viola y orquesta n.º 1, op. 7 (2004)[9]
  - Concierto para viola y orquesta de cuerdas con clavecín n.º  2, op. 41 "Rennsteig" (2015)[9]
  - Fantasía basada en la ópera "Lady Macbeth of Mtsensk" de Shostakovich para viola y orquesta, op. 12 (2006)[9]
  - 3 romances para viola, orquesta de cuerdas y arpa, op. 22 (2009)[9][10]
- Miguel del Águila
  - Concierto en Tango (2014)
- Kalevi Aho
  - Concierto para viola (2006)[11]
- Necil Kazım Akses
  - Concierto para viola (1977)[12]

- Alessandro Appignani
  - Concierto para viola (2005- rev. 2021) https://www.universaledition.com/alessandro-appignani-8074

- Malcolm Arnold
  - Concierto para viola con pequeña orquesta, op. 108 (1971)
- Henk Badings
  - Concierto para viola y orquesta de cuerdas (1965)
- Johann Sebastian Bach
  - Concierto de Brandemburgo n.º 6 (partes solistas para dos violas)
- Simon Bainbridge
  - Concierto para viola (1976)
- Lubor Bárta
  - Concierto para viola (1957)
- Béla Bartók
  - Concierto para viola (inconcluso, comp. Tibor Serly)[13]
- Stanley Bate
  - Concierto para viola, op.46, (1944–1946)
- Arnold Bax
  - Fantasía para viola y orquesta (1920)[14]
- Sadao Bekku
  - Concierto para viola (1971)[15]
- William Henry Bell
  - Rosa Mystica, concierto para viola (1916)[16]
- Jiří Antonín Benda
  - Concierto para viola en fa mayor (ca. 1775)[17]
- Hector Berlioz
  - Harold en Italie

- Valentin Bibik
  - Concierto para viola y orquesta de cámara n.º 1, op. 53 (1984)
  - Concierto para viola y orquesta n.º 2, op. 104 (1994)
- Boris Blacher
  - Concierto para viola (1954)[18]
- Herbert Blendinger
  - Concierto para viola y orquesta de cuerdas, op. 16 (1962)[19]
  - Concierto para viola y orquesta, op. 38 (1982)[20]
- Ernest Bloch
  - Suite para viola y orquesta (1919)[21]
  - Suite hébraïque[21]
- York Bowen
  - Concierto para viola (1908)[22]
- Tim Brady
  - Concierto para viola (2012)[23]
- Joly Braga Santos
  - Concierto para viola, op.31[24]
- Johannes Brahms
  - Concierto para viola (1894) -- Transcripción de la Sonata para clarinete (o viola) Sonata, op. 120 n.º 1 realizada por Luciano Berio.[25][26]
- Max Bruch
  - Romance para viola y orquesta, op. 85[27]
  - Concierto para clarinete, viola y orquesta, op. 88[28]
- Revol Bunin
  - Concierto para viola, op. 22 (1953)[29]

- Willy Burkhard
  - Concierto para viola, op. 93 (1953-1954)[30][31]
- Diana Burrell
  - Concierto para viola “...calling, leaping, crying, dancing...” (1994)[32]
- Britta Byström
  - "A walk after dark", para viola y orquesta (2014)[33]
- Cristian Carrara
  - "The Waste Land", concierto para viola (2016)[34]
- Henri Casadesus
  - Concierto en si menor en el estilo de George Frideric Handel (c. 1924)[35]
  - Concierto en do menor en el estilo de Johann Christian Bach[36]
- Rebecca Clarke
  - Sonata para viola y orquesta (1919)[37]
- Leonardo Coral
  - Concierto para viola y orquesta de cámara[38]

- Benjamin Dale
  - Romance (arreglo para viola y orquesta, 1909) -- de la Suite en re mayor para viola y piano, op. 2 (1906)[39]
- Gyula Dávid
  - Concierto para viola (1950)[40]
- Matthew Davidson
  - Música para viola y orquesta (2011)[41]
- Brett Dean
  - Concierto para viola (2004)[42]
- Edison Denisov
  - Concierto para viola (1986)[43]
- Carl Ditters von Dittersdorf
  - Concierto para viola en fa mayor[44]
- Cornelis Dopper
  - Nocturno para viola y orquesta (1937)[45]

- Iván Erőd
  - Concierto para viola y orquesta, op. 30 (1979–1980); Ludwig Doblinger Musikverlag[46]
  - Koncertant Fantasy para viola y orquesta de cuerdas, op. 35 (1980–1981); Ludwig Doblinger Musikverlag
- Morton Feldman
  - The Viola in My Life IV (1971)[47]
- Cecil Forsyth
  - Concierto para viola en sol menor (1903)[48]
- Benjamin Frankel
  - Concierto para viola, op. 45 (1967)[49]
- Kenneth Fuchs
  - Divinum Mysterium (2010)[50]
- Srul Irving Glick (1934–2002)
  - Concierto para viola y cuerdas (1981, revisado en 1990)[51]
- Steven Gellman
  - Concierto para viola (2004)[52]
- Mikhail Goldstein
  - Concierto en do mayor (1947)[53]
- Evgeny Golubev
  - Concierto para viola, op. 57 (1962)[54]
- Morton Gould
  - Concierto para viola (1944)[55]
- Geoffrey Gordon
  - Meditation and Allegro para viola y ensamble (2010)[56]
- Ignatz Gspan
  - Concierto en do mayor para viola y orquesta de cuerdas (siglo XVIII)[57]
- Sofia Gubaidulina
  - Concierto para viola y orquesta (1996)[58]
  - Two Paths (A Dedication to Mary and Martha). Concierto para dos violas y orquesta (1999)[59]
- John Harbison
  - Concierto para viola (1988)[60]
- Hans Henkemans
  - Concierto para viola (1954, premier en 1956)[61]
- Jacques Hétu
  - Concierto para viola, op.75[62]
- Jennifer Higdon
  - Concierto para viola (2015)[63]
- Paul Hindemith
  - Kammermusik n.º 5 para viola y orquesta de cámara[64]
  - Konzertmusik para viola y orquesta de cámara[65]
  - Der Schwanendreher (1935). Concierto para viola y orquesta[66]
  - Trauermusik para viola y orquesta de cuerdas (1935)[67]

- Franz Anton Hoffmeister
  - Concierto para viola en si bemol mayor[68]
  - Concierto para viola en re mayor[69]
- Robin Holloway
  - Concierto para viola (1984)[70]
- Gustav Holst
  - Lyric Movement para viola y pequeña orquesta (1933)[71]
- Alan Hovhaness
  - Talin para viola y cuerdas, op. 93, n.º 1 (1952)[72]
- Herbert Howells
  - Elegy para viola, cuarteto de cuerdas y orquesta de cuerdas, op. 15 (1917)[73]
- Johann Nepomuk Hummel
  - Potpourri para viola y orquesta, op. 94[74]

- Gordon Jacob
  - Concierto para viola y orquesta n.º 1 en do menor (1925)[75]
  - Concierto para viola y orquesta de cuerdas n.º 2 (1979)[75]

- Michael Jarrell
  - Emergences-Résurgences, para viola y orquesta (2016)[76]
- Joseph Jongen
  - Suite, op. 48, para viola y orquesta (1915)[77]

- Giya Kancheli
  - Concierto para viola Mourned by the Wind (1986)[78]
- Nigel Keay
  - Concierto para viola (2000)[79]

- Aaron Jay Kernis
  - Concierto para viola (2014)[80]
- Erland von Koch
  - Concierto para viola, op. 33 (1946 rev. 1966)[81]
- Joseph Martin Kraus
  - Concierto para viola en do mayor, Vb 153c (atribuido a Roman Hoffstetter)[82]
  - Concierto para viola en mi bemol mayor, Vb 153b[82]
  - Concierto para viola, violonchelo y orquesta en sol mayor, Vb 153a[82]
- Samuel de Lange
  - Concierto para viola en re mayor (1900)[83]
- Victor Legley
  - Concierto para viola, op. 78 (1971)[84]
- Peter Lieberson
  - Concierto para viola (1992)[85]
- Zdeněk Lukáš 
  - Concierto para viola, op. 185 (1983)[86]
- Peter Machajdík
  - Behind the Waves (Concierto para viola y orquesta de cuerdas) (2016)[87]
  - Between the Waves (Concierto para viola y orquesta de cuerdas) (2021)[88]
- James MacMillan
  - Concierto para viola (2013)[89]
- Jef Maes
  - Concierto para viola (1943)[90]

- Bohuslav Martinů
  - Rhapsody-Concerto para viola y orquesta (1952)[91]
- Darius Milhaud
  - Concierto para viola y orquesta de solistas, op. 108 (1929; una versión revisada para una orquesta más grande fue estrenada por Monteux como director, Paul Hindemith a la viola en Ámsterdam)[92]
  - Concertino d'été, op. 311 (1951)[93]
  - Concierto para viola n.º  2, op. 340 (1955; para William Primrose)[94]
  - Air (de la Sonata n.º  1), op. 242 (1944)[95]

- Wolfgang Amadeus Mozart
  - Sinfonía Concertante para violín, viola y orquesta
- Paul Müller-Zürich
  - Concierto para viola en fa menor, op. 24 (1934)[96]
- Nico Muhly
  - Concierto para viola (2015)[97]
- Thea Musgrave
  - Lamenting with Ariadne para viola y orquesta de cámara (1999)[98]
- Gösta Nystroem
  - Concierto para viola. Hommage à la France (1940)[99]
- Niccolò Paganini
  - Concierto para viola (1820) - Transcripción del Cuarteto de guitarra n.º 15 de Paganini[100]
  - Sonata per la Grand Viola (1834)[100]

- Joseph de Pasquale
  - Tema y variaciones para viola, orquesta de cuerdas y arpa (1954)
  - Variaciones para viola, orquesta de cuerdas y arpa (1984)
- Krzysztof Penderecki
  - Concierto para viola (1983)[101]
- Allan Pettersson
  - Concierto para viola (1979)[102]
- Walter Piston
  - Concierto para viola (1957)[103]
- Mijaíl Pletniov
  - Concierto para viola (1997)[104]

- Quincy Porter
  - Concierto para viola (1948)[105]
- Behzad Ranjbaran
  - Concierto para viola y orquesta (2014)[106]

- Alessandro Rolla (1757–1841)[4][107]
  - Concertino en m bemol mayor para viola y orquesta (o cuarteto de cuerdas), BI. 328/546
  - Introducción y divertimento en fa mayor para viola y orquesta (incompleta), BI. 329
  - Divertimento en fa mayor para viola y orchestrad'archi, BI. 330
  - Rondo en sol mayor para viola y orquesta de cuerdas, 2 oboes y 2 cornos, BI.331
  - Divertimento en sol mayor para viola y orquesta, BI. 332
  - Adagio y Tema con variaciones en sol mayor para viola y orquesta, BI. 333
  - Concierto en do mayor para viola y orquesta, BI. 541
  - Concierto en re mayor para viola y orquesta, BI. 542
  - Concierto en re mayor para viola y orquesta, BI. 543
  - Concierto en mi bemol mayor para viola y orquesta, BI. 544
  - Concierto en mi bemol mayor para viola y orquesta, BI. 545
  - Concierto en mi bemol mayor para viola y orquesta, BI. 547
  - Concierto en mi mayor para viola y orquesta, BI. 548
  - Concierto en fa mayor para viola y orquesta, BI. 549
  - Concierto en fa mayor para viola y orquesta, BI. 550
  - Concierto en fa mayor para viola y orquesta, BI. 551
  - Concierto en fa mayor para viola y orquesta, BI. 552
  - Concierto en fa mayor para viola y orquesta, BI. 553
  - Concierto en fa mayor para viola y orquesta, BI. 554
  - Concierto en si bemol mayor para viola y orquesta, BI. 555

- Antonio Rolla (1798–1837)
  - Variazioni Brillanti en Fa mayor para viola y orquesta, op. 13 (1822)[108]

- Julius Röntgen
  - Triple concierto en si bemol mayor, para violín, viola, violonchelo y cuerdas (1922)[109]
  - Triple concierto para violín, viola, violonchelo (1930)[109]
  - Introducción, fuga, intermezzo y final para violín, viola, violonchelo[109]
- Hilding Rosenberg
  - Concierto para viola (tres versiones - 1942, 1964, para viola y cuerdas, 1945 para orquesta)[110]
- Miklós Rózsa
  - Concierto para viola, op. 37 (1979)[111]
- Edmund Rubbra
  - Concierto para viola en la menor, op. 75[112]

- Ahmet Adnan Saygun
  - Concierto para viola y orquesta (1977)[113]
- Alfred Schnittke
  - Concierto para viola (1985)[114]
- Joseph Schubert
  - Concierto para viola en do mayor[115]
  - Concierto para viola en mi bemol mayor[116]
- Robert Schumann
  - Märchenbilder para viola y orquesta (1851) arreglada por el director, pianista y compositor Max Erdmannsdörfer de Märchenbilder para piano y viola, op. 113.
- Peter Sculthorpe
  - Elegy por viola y cuerdas (2006)[117]

- Peter Seabourne
  - Concierto para viola (2020)
- Tibor Serly
  - Rapsodia para viola y orquesta[118]
- Dmitri Shostakóvich
  - Cuarteto de cuerdas n.º 13 para viola y orquesta (1970) (transcripción del Cuarteto de cuerdas n.º 13 de Shostakóvich, realizada por el compositor y pianista Alexander Tchaikovsky)
  - Sonata para viola, percusión y orquesta (1975) (transcripción de la Sonata para viola y piano de Shostakovich, por el violista y compositor Vladimir Mendelssohn)[119]

- Ragnar Soderlind
  - Concierto para viola “Nostalgia delle radici” (2002-2003)[120]
- Anton Stamitz
  - Concierto en si bemol mayor[121]
  - Concierto en fa mayor para viola y cuerdas (1779)[122]
  - Concierto en sol mayor[122]
  - Concierto en re mayor[122]

- Carl Stamitz
  - Concierto n.º 1 en re mayor (1774)[123]
  - Concierto n.º 2 en si bemol/la mayor[124]
  - Concierto n.º 3 en la mayor
- Johann Stamitz
  - Conciertos (al menos uno, en sol mayor,[125] publicado por Litolff en 1962. Pudo haber estado escrito para viola d'amore.)
- Frank Stiles
  - Concierto para viola (1955)[126]

- Constantinos Stylianou
  - Concierto para viola y orquesta en do menor (2012)[127]
- Toru Takemitsu
  - A String Around Autumn. Concierto para viola (1989)[128]

- Cengiz Tanç
  - Concierto para viola y orquesta (1986)
- Josef Tal
  - Concierto para viola y orquesta (1953)
- Georg Philipp Telemann
  - Concierto para viola en sol mayor (TWV 51:G9)
- Haukur Tomasson
  - Echo Chamber para viola y orquesta (2015)[129]

- Joan Tower
  - Purple Rhapsody para viola y orquesta (2005)[130]
- Johann Baptist Wanhal[131]
  - Concierto para viola en do mayor[132]
  - Concierto para viola en fa mayor
- William Walton
  - Concierto para viola en la menor (1928–29, revisado 1961. Estrenado por Paul Hindemith)[133]
- Leó Weiner
  - Ballad para viola y orquesta (versión de la Ballad para clarinete y orquesta, op. 28)[134][135]

- Matthew Whittall
  - Concierto para viola "The heaven that dwells so deep" (2010)[136]
- Jorg Widmann
  - Concierto para viola[137]
- John Williams
  - Concierto para viola y orquesta (2009)[138]

- John Woolrich
  - Ulysses Awakes (1989)[139]
  - Concierto para viola (1993)[140]
- Ralph Vaughan Williams
  - Suite para viola y orquesta (1933-1934)[141]
  - Suite Flos Campi para viola, coro y orquesta[142][143]
- Carl Friedrich Zelter
  - Concierto para viola en mi bemol mayor[144]
- Bernd Alois Zimmermann
  - Antiphonen para viola y 25 instrumentos (1961)[145]